# Стефан Деврелис
Стефан  (на гръцки: Στέφανος, Стефанос) е гръцки духовник, епископ на Вселенската патриаршия.

## Биография
Роден е в 1972 година със светското име Аристидис Деврелис (Αριστείδης Δέβρελης) в Енидже Вардар, като по произход е от Неа Пела. Учи във Висшата църковна академия в Солун. В 1996 година се замонашва. Ръкоположен е за дякон на 27 декември 1996 година от митрополит Хрисостом Воденски и за презвитер на 27 декември 1998 година от същия митрополит, като получава и офикията архимандрит. Служи във Воденска епархия като архиерейски наместник в Мъглен (Алмопия) от 2000 до 2002 година и като протосингел от 2002 до 2024 година.
На 15 октомври 2024 година е ръкоположен в църквата „Покров Богородичен“ за титулярен мъгленски епископ, викарен епископ на Воденската митрополия. Ръкополагането е извършено от митрополит Йоил Воденски, в съслужение от митрополитите на Макарий Анейски, Димитрий Гумендженски, Пантелеймон Берски, Пантелеймон Ксантийски, Йеротей Навпактски, Теолог Серски, Макарий Валовищки, Хрисостом Халкидски Николай Месогейски, Варнава Неаполски и Ставруполски, Амфилохий Кисамоски, Хрисостом Месински, Калиник Паронаксийски, Калиник Артенски, Атенагор Илийски, Дионисий Закинтски, Антоний Глифадски, Хрисостом Никополски и Превезки, Георгий Китроски и Катерински, Давид Гревенски, Юстин Неакринийски, Димитрий Кефалинийски, Хрисостом Трикийски, Симеон Фтиотидски, Йероним Лариски, Атанасий Сисанийски и Сятищки, Вартоломей Поленински и Кукушки, Епифаний Мантинейски, архиепископ Киприан Бузъуски (Румънска патриаршия) и епископите Ириней Ригийски и Нифонт Ахелойски.